# Пересика
Пересика, Пересіка — річка в Шептицькому району Львівської області, права притока Західного Бугу (басейн Вісли).

## Опис
Довжина річки 12 км, похил річки — 2,2 м/км. Формується з багатьох безіменних струмків. Площа басейну 47,0 км².

## Розташування
Бере початок у лісовому масиві на південно-східній стороні від села Волиця. Спочатку тече на захід, а потім на південний захід і на північно-західній стороні від села Тишиця впадає в річку Західний Буг, праву притоку Вісли.